# Anton Pronk
Anton Pronk (Amszterdam, 1941. április 21. – Purmerend, 2016. augusztus 26.) válogatott holland labdarúgó, hátvéd.

## Pályafutása
1951-ben kezdte a labdarúgást az Ajax korosztályos csapatában. 1960-ban mutatkozott be az első csapatban, ahol négy bajnoki címet és három holland kupa győzelmet ért el az együttessel. Tagja volt az 1968–69-es idényben BEK-döntős csapatnak. 1969 és 1974 között az FC Utrecht játékosa volt.
1961 és 1969 között 19 alkalommal szerepelt a holland válogatottban.
1974-ben fejezte be az aktív labdarúgást. Visszavonulása után játékosmegfigyelőként dolgozott az Ajax és Louis van Gaal számára. 1991 és 2007 között a klub vezető játékosmegfigyelője volt. Tevékenységének köszönhetően került az Ajaxhoz Jari Litmanen és Zlatan Ibrahimović.

## Sikerei, díjai
Ajax
- Holland bajnokság
  - bajnok: 1965–66, 1966–67, 1967–68, 1969–70
- Holland kupa (KNVB beker)
  - győztes: 1961, 1967, 1970
- Bajnokcsapatok Európa-kupája (BEK)
  - döntős: 1968–69